# Pic d'Anie
|  | Per a altres significats, vegeu «Auñamendi (desambiguació)». |

El pic d'Anie (en basc: Auñamendi) és una muntanya pràcticament piramidal del vessant nord del Pirineu, situat prop de la frontera francoespanyola a la regió de Bearn (França).
Aquesta muntanya es troba envoltada per la zona càrstica navarresa de Larra.
La primera ascensió registrada és al 28 de juliol del 1771, feta per l'enginyer i geògraf François Flamichon.
Segons la mitologia basca, en aquesta muntanya d'Auñamendi, hi vivia Jona Gorri, també anomenat Jaunagorri ('senyor vermell').

## Punts de partida per l'ascensió
- San Martingo Harria (Pierre-Saint Martin): 7 hores d'anada i tornada, 900 metres de desnivell.
- Pourtet: 7 hores d'anada i tornada i 900 metres de desnivell.
- Belagoa (Belagua) 11 hores d'anada i tornada, 1.400 metres de desnivell.